# Нантюа (кантон)
Нантюа́ (фр. Nantua) — кантон во Франции, находится в регионе Рона — Альпы, департамент Эн. Входит в состав округа Нантюа.
Код INSEE кантона — 0122. Всего в кантон Нантюа входят 12 коммун, из них главной коммуной является Нантюа.

## Коммуны кантона
| Коммуна            | Население, чел | Почтовый индекс | Код INSEE |
| ------------------ | -------------- | --------------- | --------- |
| Апремон            | 329            | 01100           | 01011     |
| Беар-Жеовресья     | 714            | 01460           | 01170     |
| Брион              | 559            | 01460           | 01063     |
| Лаллерья           | 195            | 01130           | 01204     |
| Ле-Нероль          | 617            | 01130           | 01274     |
| Ле-Пуаза           | 321            | 01130           | 01300     |
| Майя               | 664            | 01430           | 01228     |
| Монреаль-ла-Клюз   | 3652           | 01460           | 01265     |
| Нантюа             | 3902           | 01130           | 01269     |
| Пор                | 913            | 01460           | 01307     |
| Сен-Мартен-дю-Френ | 1050           | 01430           | 01373     |
| Шари               | 265            | 01130           | 01087     |

## Население
Население кантона на 1999 год составляло 13 181 человек.
| 1962  | 1968  | 1975  | 1982   | 1990   | 1999   | 2006 | 2007 |
| ----- | ----- | ----- | ------ | ------ | ------ | ---- | ---- |
| 7 686 | 8 500 | 9 477 | 10 574 | 12 185 | 13 181 | -    | -    |